# Slickville
Slickville és una concentració de població designada pel cens dels Estats Units a l'estat de Pennsilvània. Segons el cens del 2000 tenia 372 habitants.

## Demografia
Segons el cens del 2000, Slickville tenia 372 habitants, 157 habitatges, i 105 famílies. La densitat de població era de 293,1 habitants/km².
Dels 157 habitatges en un 28% hi vivien nens de menys de 18 anys, en un 59,9% hi vivien parelles casades, en un 3,8% dones solteres, i en un 32,5% no eren unitats familiars. En el 28% dels habitatges hi vivien persones soles el 17,2% de les quals corresponia a persones de 65 anys o més que vivien soles. El nombre mitjà de persones vivint en cada habitatge era de 2,37 i el nombre mitjà de persones que vivien en cada família era de 2,92.
Per edats la població es repartia de la següent manera: un 22% tenia menys de 18 anys, un 4,3% entre 18 i 24, un 28% entre 25 i 44, un 23,1% de 45 a 60 i un 22,6% 65 anys o més.
L'edat mediana era de 42 anys. Per cada 100 dones de 18 o més anys hi havia 95,9 homes.
La renda mediana per habitatge era de 37.625 $ i la renda mediana per família de 50.313 $. Els homes tenien una renda mediana de 47.292 $ mentre que les dones 26.250 $. La renda per capita de la població era de 18.111 $. Entorn del 5,7% de les famílies i el 14,7% de la població estaven per davall del llindar de pobresa.

## Poblacions més properes
El següent diagrama mostra les poblacions més properes.